# Nemanja Krstić
Nemanja Krstić (in serbo Немања Крстић?; Kladovo, 2 marzo 1993) è un cestista serbo.

## Carriera
Con la Serbia ha disputato i Campionati europei del 2013.

## Palmarès
- Campionato bosniaco: 1

Igokea: 2015-16
- Campionato austriaco: 1

Kapfenberg Bulls: 2016-17
- Coppa di Bosnia ed Erzegovina: 1

Igokea: 2016
- Coppa d'Austria: 1

Kapfenberg Bulls: 2017
- Basketball Supercup Österreich: 1

Kapfenberg Bulls: 2020